# Церковь тамплиеров (Бристоль)
Церковь тамплиеров в Бристоле — полуразрушенная церковь в центре Бристоля, Великобритания, основанная в середине XII века Робертом Глостерским и духовно-рыцарским орденом тамплиеров. Была разрушена во время бомбардировки германской авиации во время второй мировой войны.

## Ранняя история
Строение известно как Церковь тамплиеров, потому что было возведено на участке овальной церкви ордена Тамплиеров, упразднённого в 1312 году католической церковью и европейскими монархами. Незадолго до упразднения ордена церковь была восстановлена на прямоугольном плане и служила в качестве церковного прихода.
В Средние века была известна также как Церковь Святого Креста с примыкавшей к ней Часовней Гильдии Бристольских Ткачей. Текстильная промышленность была основной промышленностью Бристоля в позднем Средневековье, а её центр находился в округе церкви тамплиеров.
Башня высотой 35 метров была построена в два этапа, первый из которых завершился в 1390 году. Строительство было остановлено. когда башня начала наклоняться на запад. Но к 1460 году возобновилось снова: крен так и не был устранён, а к башне была добавлена колокольня. Достраивали церковь вертикально, не учитывая наклона. Достройка колокольни вновь привела башню в движение, но ненадолго. Достраивать её больше не решались и церковь приобрела статус «пизанской» церкви.

## Разрушение
В ночь с 24 ноября на 25 ноября 1940 года во время налёта германской авиации на церковь было сброшено несколько авиабомб и в результате взрывов остались только стены. Но башня продолжала стоять, сохраняя свой первозданный наклон. Английские сапёры хотели подорвать башню, считая что наклон башни был вызван взрывами, однако благодаря усилиям местных жителей этого не произошло.

## Галерея
- Вид на руины изнутри
- Вид с юга на наклонную башню до 1940